# Белвідер (Іллінойс)
Белвідер (англ. Belvidere) — місто (англ. city) в США, в окрузі Бун штату Іллінойс. Населення — 25 339 осіб (2020).
Найбільше місто та окружний центр округу.

## Географія

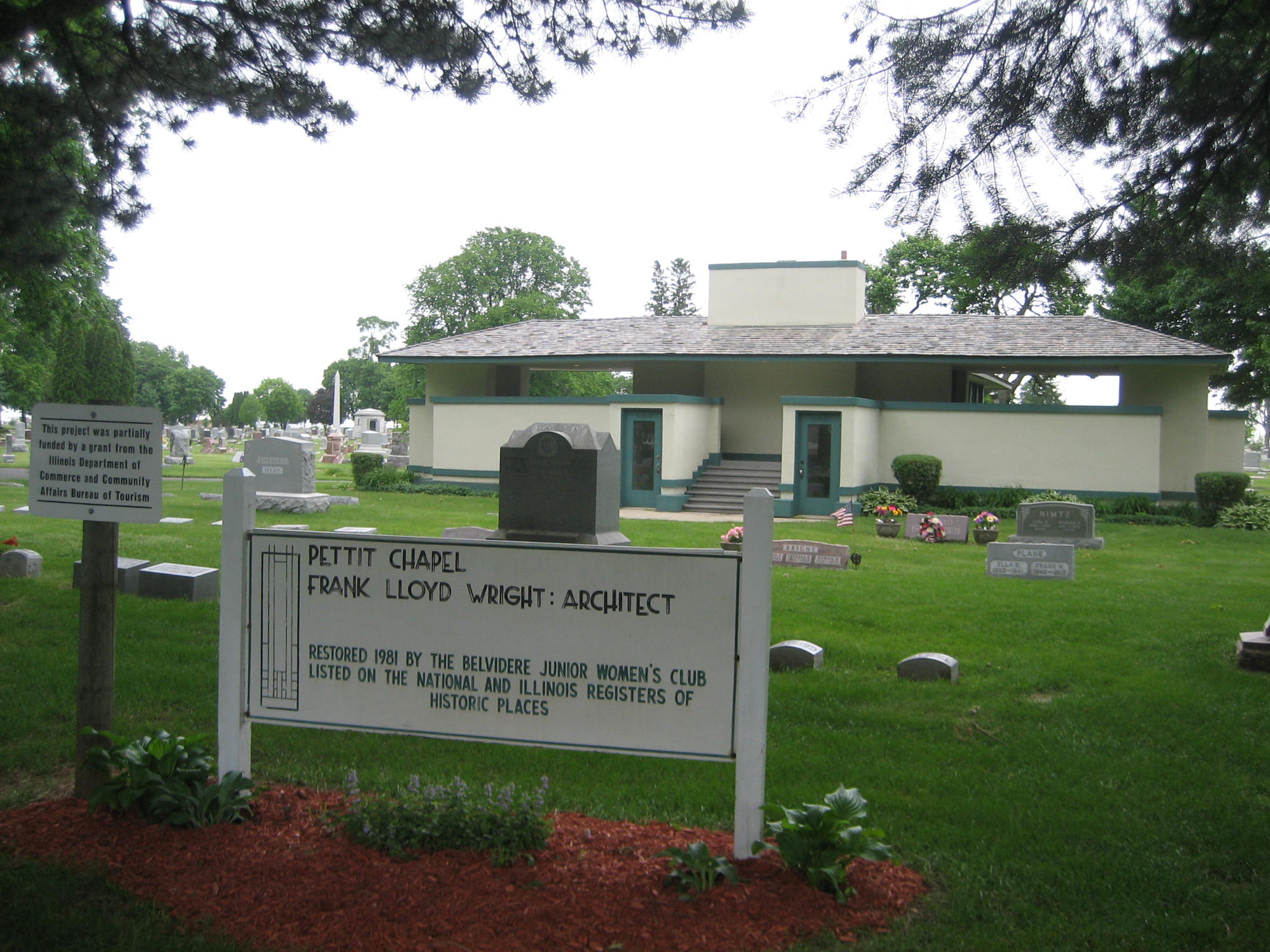
Меморіальна каплиця в Белвідері, архітектор Френк Райт

Белвідер розташоване приблизно на висоті 240 м над рівнем моря (42°15′17″ пн. ш. 88°50′39″ зх. д. / 42.25472° пн. ш. 88.84417° зх. д.). Знаходиться в північній частині штату Іллінойс, за 121 км на північний захід від центру Чикаго і за 19 км на схід від Рокфорда.
За даними Бюро перепису населення США загальна площа міста оцінювалася в 24 км², з яких 0,26 км (0,55%) становила водна поверхня.
Белвідер розташований на висоті 240 м над рівнем моря за координатами 42°15′22″ пн. ш. 88°52′5″ зх. д. / 42.25611° пн. ш. 88.86806° зх. д. (42.256157, -88.868128). Знаходиться в північній частині штату Іллінойс, за 121 км на північний захід від центру Чикаго і за 19 км на схід від Рокфорда. За даними Бюро перепису населення США в 2010 році місто мало площу 31,88 км², з яких 31,28 км² — суходіл та 0,60 км² — водойми.
Середня температура повітря в літній період розташована на позначці 23 °C, взимку −4 °C, рівень опадів в середньому 83 см.

## Демографія
Згідно з переписом 2010 року, у місті мешкало 25 585 осіб у 8803 домогосподарствах у складі 6283 родин. Густота населення становила 802 особи/км².  Було 9565 помешкань (300/км²).
Расовий склад населення:
| - 77,9 % — білих - 2,6 % — чорних або афроамериканців - 1,0 % — азіатів - 0,5 % — корінних американців - 14,5 % — осіб інших рас |

До двох чи більше рас належало 3,4 %. Частка іспаномовних становила 30,6 % від усіх жителів.
За віковим діапазоном населення розподілялося таким чином: 30,2 % — особи молодші 18 років, 57,9 % — особи у віці 18—64 років, 11,9 % — особи у віці 65 років та старші. Медіана віку мешканця становила 33,6 року. На 100 осіб жіночої статі у місті припадало 97,5 чоловіків;  на 100 жінок у віці від 18 років та старших — 94,8 чоловіків також старших 18 років.
Середній дохід на одне домашнє господарство  становив 57 886 доларів США (медіана — 49 978), а середній дохід на одну сім'ю — 63 429 доларів (медіана — 55 933). Медіана доходів становила 45 048 доларів для чоловіків та 32 244 долари для жінок. За межею бідності перебувало 14,9 % осіб, у тому числі 21,6 % дітей у віці до 18 років та 6,0 % осіб у віці 65 років та старших.
Цивільне працевлаштоване населення становило 11 317 осіб. Основні галузі зайнятості: виробництво — 24,2 %, освіта, охорона здоров'я та соціальна допомога — 15,8 %, роздрібна торгівля — 13,8 %.